# Gavino Contini
-narat su diciu- morit pedidore,

ma eo lu fattu pro solu capriciu,

pruite dae me matessi lu so idende»
-come dice il proverbio- muore mendicante;

ed io, nonostante lo veda da me stesso,

lo faccio solo per capriccio»
(Da una lettera di Gavinu Contene al poeta Pitanu Morette di Tresnuraghes, 4 novembre 1912)
Gavino Luciano Contini (Siligo, 12 dicembre 1855 – Siligo, 24 luglio 1915) è stato un poeta italiano di lingua sarda logudorese.
È stato forse il più grande poeta estemporaneo della Sardegna sicuramente il più amato. La casa natale del poeta è in buono stato di conservazione e la via dove si trova è intitolata al poeta.

## Biografia

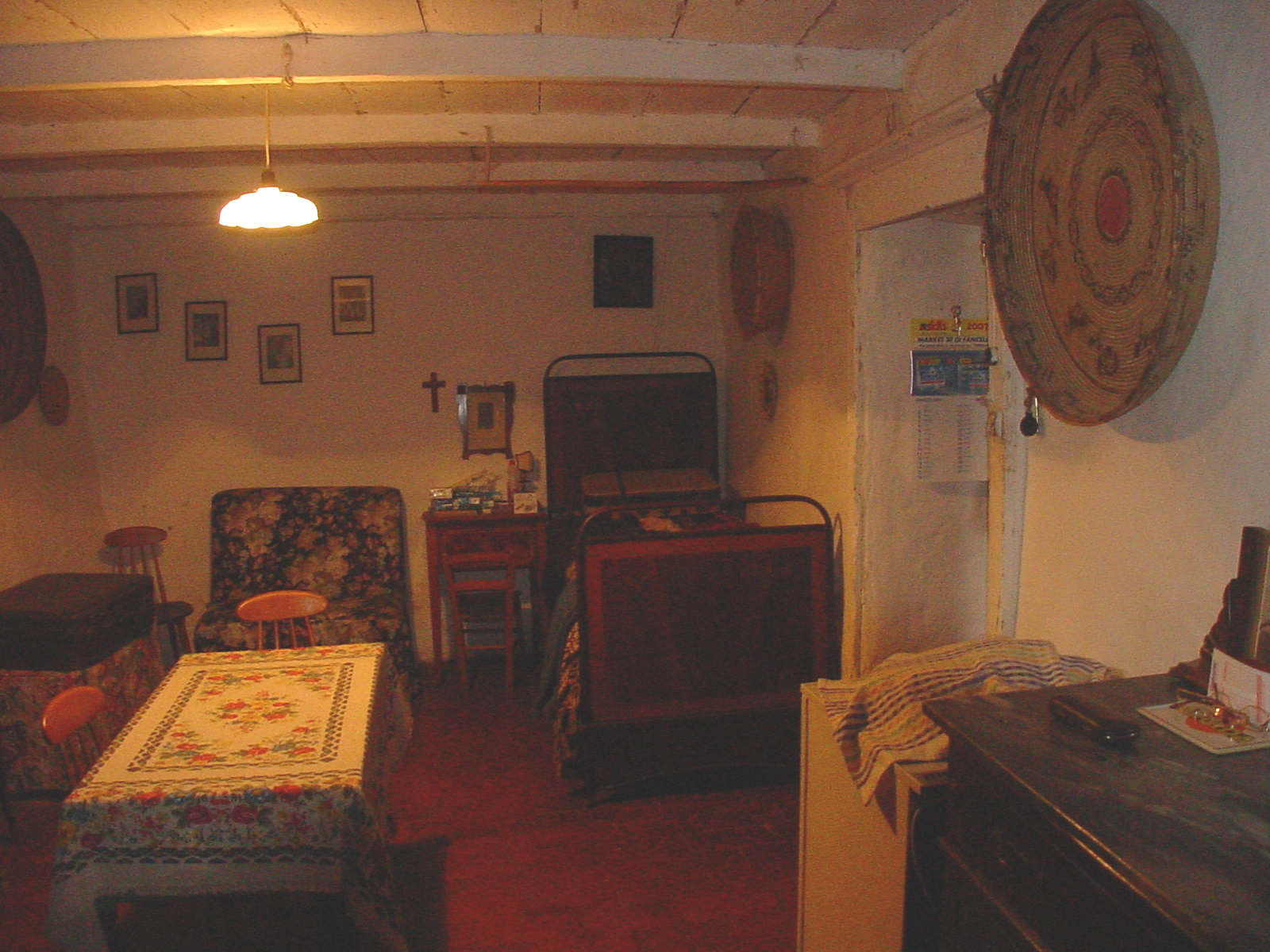
Siligo. Interno della casa del poeta.

Nacque a Siligo in una modesta casa situata nella zona più antica e più alta del paese, chiamata “su Runaghe”.  Conseguita la terza elementare si dedicò ai lavori nei campi insieme al padre o come teracu presso qualche ricco possidente a Siligo e spesso come pastorello a Ploaghe, che il poeta aveva sempre considerato come sua seconda patria. Ma aveva sempre coltivato la sua passione per le letture sui libri di storia e di poesie.
Nel 1875 si era arruolato nel Corpo delle guardie regie e fu di stanza a Roma. In occasione di una gara poetica per il compleanno di Vittorio Emanuele II ottenne, quale riconoscimento per la propria arte, una pensione vitalizia. Passò nel Corpo degli agenti di custodia e dopo aver prestato servizio in varie località della penisola, tornò in Sardegna a Castiadas. Costretto da una malattia,  nel 1890 lasciò il corpo e tornò a Siligo dove visse con le sorelle Raimonda ed Anatolia, e da allora si dedicò interamente alla poesia.

## La poesia
(Paolo Pillonca)
Improvvisò nelle piazze fino alla sua morte e la sua presenza sul palco era garanzia di attrazione grazie alla sua fervida intelligenza, alla sua arguzia ed alla sua prontezza. Il poeta era molto stimato dai suoi colleghi che lo avevano definito: de sos poetes su mastru (il maestro dei poeti), su zigante (il gigante), altu monte (Giuseppe Pirastru), su pius mannu (il più grande). Poco prima di morire, nel 1915, scrisse un breve dialogo, pubblicato nel 1929 a Sassari col titolo: Discursu de Gavinu Contini et sa morte chi benit a l'avvisare essende arrivada s'ora sua, composto di 22 ottave (in ottava rima serrada), in cui il poeta immagina di parlare con la Morte e con Dio. In particolare nella 18ª ottava il poeta saluta il suo paese natale ed auspica che con l'aiuto dei santi e della Madonna riesca a salvare la sua anima, infine Dio assolverà il poeta che ringrazia. A parte questo dialogo e qualche lettera (in rima), essendo un poeta estemporaneo la maggior parte della sua produzione era relegata al ricordo delle persone che avevano seguito le gare poetiche. Tuttavia sono state pubblicate 2 raccolte una risalente agli anni '60 curata da Antonio Carta ed una del 1983 curata da don Giommaria Dettori. 
Bisogna tenere conto che la poesia estemporanea di quell'epoca ci è stata tramandata a voce per cui spesso le versioni sono diverse e talvolta anche l'attribuzione stessa dell'ottava non è assolutamente certa.

## Citazioni
Alcune poesie del poeta sono state riportate da Gavino Ledda nel suo romanzo Lingua di falce.

## Pubblicazioni e raccolte
- Antonio Carta (a cura di), Poesie / Gavino Contini, Sassari, 1967
- Don Giommaria Dettori (a cura di), Gavinu Contene , 1983
- Contene Gavinu, Poesie sarde : Gavinu Contini cun sa morte ottava rima serrada primo e secondo canto, cenni sulla vita del povero agricoltore / autori vari., Cagliari, s.d.
- Gavino Contini, Esistentzia e onnipotentzia de Deus: critica contro Moretti e Poddighe, Litotip. TEA, Cagliari, s.d.
- Gara poetica tenuta a Portotorres nell'anno 1912 fra i poeti: Gavino Contini, Sebastiano Moretti, Salvatore Testoni, Antonio Andrea Cucca.  Temi: su entu, su fogu, su mare, sa terra,  Tip. Ortobene, Nuoro, 1912?